# Melanoma in situ
Melanoma in situ (ook lentigo maligna) is een voorstadium van melanoom, een vorm van huidkanker. Een melanoma in situ ontstaat vanuit een toename van melanocyten (pigmentcellen) in de opperhuid: een levervlek (lentigo). Bij een melanoma in situ zijn er wel afwijkende cellen, maar deze groeien nog niet het onderliggende weefsel in. Als dat wel gebeurt - vaak pas na jaren - is er sprake van "invasieve groei" en wordt het lentigo maligna melanoma of eenvoudigweg "melanoom" genoemd.
De meeste melanomen ontstaan vanuit melanocyten die al in het onderliggende weefsel aanwezig zijn bijvoorbeeld als moedervlek. Het voorstadium hiervan heet dysplastische naevus.
Melanocyten zijn geen epitheelcellen; een melanoom is dus geen carcinoom en een melanoma in situ is dus geen voorbeeld van een carcinoma in situ.

## Behandeling
Een melanoma in situ moet worden weggesneden. Er is afgesproken hierbij rondom 0,5 cm gezonde huid mee te nemen. Een andere mogelijke behandeling is radiotherapie.